# Boleslav - Příběh bratrovraha
Boleslav - Příběh bratrovraha je historický román Zuzany Koubkové z roku 2007, volně navazující na autorčin předchozí román Kníže Václav, který vypráví o svatém Václavovi.

## Obsah
Román vypráví příběh Boleslava I. řečeného Ukrutný, který se stal českým knížetem poté, co zavraždil svého staršího bratra Václava. Děj knihy začíná až roku 950, tedy několik let po Václavově smrti, a popisuje těžkosti, které provázely Boleslava při budování silného českého státu, až po jeho smrt roku 972, což je jeden z pravděpodobných roků Boleslavova úmrtí. Jako další možný letopočet se uvádí 967, autorka se však v románu přiklonila k roku historiky označovanému jako pravděpodobnější.
V knize se opět objevují některé postavy z předcházejícího románu, ale seznamujeme se i s novými postavami, jako například s Boleslavovým prvorozeným synem Strachkvasem a s jedním z jeho možných životních příběhů. Široká paleta postav, byť z velké části smyšlená nebo krom jména z historických pramenů téměř neznámá, dokresluje dobu i bratrovrahův příběh.

## Vydání
- Boleslav - Příběh bratrovraha, Knižní klub, Praha 2007, 328 s., ISBN 978-80-242-1892-2